# پرنده‌گیرها
پیسونیا (نام علمی: Pisonia) نام یک سرده از گیاهان گلدار در خانواده گل‌کاغذیان است.
نام این گیاه برگرفته از نام پزشک هلندی ویلم پیزو (۱۶۷۸–۱۶۱۱) است.
گونه‌های خاصی از این گیاه با عناوینی مانند درختان پرنده‌گیر (به انگلیسی: birdcatcher trees) و درختان جلب پرنده (به انگلیسی: catchbirdtrees) و درختان پادام (به انگلیسی: birdlime trees) شناخته می‌شوند، چرا که پرندگان را به دام می‌اندازند.
چنین پنداشته می‌شود که دانه‌های چسبناک آنها سازگاریافته از برخی گونه‌های جزیره باشند که به پراکندگی دانه‌ها میان جزایر از طریق چسبیدن آنها به پرندگان اطمینان می‌بخشد و همچنین موجب غنی شدن شن‌های مرجانی می‌شود.
اگر یک جوجه پرنده به زمین بیفتد و در میان دانه‌های چسبناک پیسونیا گیر بیفتدطوری که قادر به آزاد کردن خود نباشد، پرنده از گرسنگی خواهد مرد و همین امر موجب غنی شدن خاک منطقه‌ای می‌شود که ریشهٔ گیاه در آن قرار دارد.
این گونه‌های جزیره‌ای عبارتند از پیسونیا برونونیانا در منطقهٔ استرالزی و پلی‌نزی و پیسونیا آمبلیفرا که در منطقه استوایی هند-آرام گسترده شده‌است.

## گونه‌ها
| ردیف | نام فارسی                                                   | نام انگلیسی                                                | نام علمی                            |
| ---- | ----------------------------------------------------------- | ---------------------------------------------------------- | ----------------------------------- |
| ۱    | پیسونیا آکولیتا / پیسونیای خاردار                           | pullback                                                   | Pisonia aculeata                    |
| ۲    | پیسونیا آلبا / درخت کاهو / درخت کلم                         | -                                                          | Pisonia alba / Pisonia grandis Alba |
| ۳    | پیسونیا آلبیدا                                              | corcho bobo                                                | Pisonia albida                      |
| ۴    | پیسونیا برونونیانا / پاراپارا                               | Australasian catchbirdtree / parapara / birdcatcher tree   | Pisonia brunoniana                  |
| ۵    | پیسونیا کاپیتاتا / پنجه شیطان مکزیکی                        | Mexican devil's-claws                                      | Pisonia capitata                    |
| ۶    | پیسونیا دونل-اسمیت                                          | -                                                          | Pisonia donnellsmithii              |
| ۷    | پیسونیا اکمانی                                              | -                                                          | Pisonia ekmani                      |
| ۸    | پیسونیا اکسلسا                                              | -                                                          | Pisonia excelsa                     |
| ۹    | پیسونیای فلوریدا / پنجه شیطان فلوریدا                       | Rock Key devil's-claws                                     | Pisonia floridana                   |
| ۱۰   | پیسونیا گراسیلیس                                            | -                                                          | Pisonia graciliscens                |
| ۱۱   | پیسونیا گراندیس / درخت مهتابی / پنجه شیطان بزرگ / درخت کاهو | grand devil's-claws / lettuce tree / moonlight tree        | Pisonia grandis                     |
| ۱۲   | پیسونیا هورنیا                                              | -                                                          | Pisonia horneae                     |
| ۱۳   | پیسونیا نوتونداتا                                           | -                                                          | Pisonia notundata                   |
| ۱۴   | پیسونیا روتونداتا / پنجه شیطان نرم                          | smooth devil's-claws                                       | Pisonia rotundata                   |
| ۱۵   | پیسونیا روکوآ                                               | -                                                          | Pisonia roqueae                     |
| ۱۶   | پیسونیا ساندویسن                                            | āulu                                                       | Pisonia sandwicensis                |
| ۱۷   | پیسونیای سیشل                                               | -                                                          | Pisonia sechellarum                 |
| ۱۸   | پیسونیا سیفونوکارپا                                         | -                                                          | Pisonia siphonocarpa                |
| ۱۹   | پیسونیا سابکورداتا / پیسونیای قلبی شکل                      | water mampoo                                               | Pisonia subcordata                  |
| ۲۰   | پیسونیا آمبلیفرا / پیسونیای چتری / درخت جلب پرنده           | umbrella catchbirdtree / birdlime tree / bird catcher tree | Pisonia umbellifera                 |
| ۲۱   | پیسونیا واگنریانا                                           | Kauaʻi catchbirdtree, pāpala kēpau                         | Pisonia wagneriana                  |
| ۲۲   | پیسونیا زاپالو                                              | -                                                          | Pisonia zapallo                     |